# Don Marcelino
Don Marcelino es un municipio filipino de tercera categoría, situado en la parte sudeste de la isla de Mindanao. Forma parte de  la provincia de Dávao Occidental situada en la región administrativa de Dávao. Para las elecciones está encuadrado en el Segundo Distrito Electoral.

## Barrios
El municipio  de Don Marcelino  se divide, a los efectos administrativos, en 15 barangayes o barrios, conforme a la siguiente relación:
| - Calian - Kiobog - North Lamidan | - Lawa (Población) - Nueva Villa - Talaguton(Población) | - Baluntaya - Dalupán - Kinanga | - Lanao - Lapuan - Linadasan | - Mabuhay - South Lamidan - West Lamidan |

## Historia
El actual territorio de la provincia de Dávao del Sur  fue parte de la provincia de Caraga durante la mayor parte del Imperio español en Asia y Oceanía (1520-1898).
A principios del siglo XX la isla de Mindanao se hallaba dividida en siete distritos o provincias.
El Distrito 4º de Dávao, llamado hasta 1858  provincia de Nueva Guipúzcoa, tenía por capital el pueblo de Dávao e incluía la  Comandancia de Mati.
Magsaysay forma parte de la provincia de Dávao. En 1967, la provincia de Dávao se divide en tres provincias: Dávao del Norte, Dávao del Sur y Dávao Oriental.
Municipio creado en 19 de diciembre de 1979 y formado por varios barrios pertenecientes hasta entonces al municipio de Malita, eran los siguientes: Talagutong, Lawa, Nueva Villa, Calián, Lamidán, y Kiobog. El ayuntamiento se sitúa en el barrio de Lawa.